# Sisyphus crispatus
Sisyphus crispatus (лат.) — вид жесткокрылых насекомых из подсемейства скарабеин внутри семейства пластинчатоусых. Распространён от Эфиопии до ЮАР. Обитают во влажных тропиках и субтропиках. Населяют суглинки и песчаные суглинки, лесистую местность и пастбища. Часто собираются в группы на навозе крупного рогатого скота.